# Királybúza
A királybúza magyar nemesítésű búzafaj, az étkezési búza (közönséges búza, Triticum aestivum) és a tönköly (tönkölybúza, Triticum spelta) fajhibridje. A királybúza fajhibrid, esetében megfigyelhető a heterózis, amely alapján bizonyos szülői tulajdonságok hatványozottan jelennek meg az utódoknál. Jelenleg egyetlen elismert királybúzafajtát tart nyilván a Nébih által fenntartott Nemzeti Fajtakatalógus: VT Salvatio, az állami elismerés időpontja 2015. június 1. A királybúza a legnagyobb szemű, tömegű és sűrűségű búzafaj, 30 év fejlesztés eredménye, Varga Frigyes kutató-nemesítőnek köszönhető a születése.

## Királybúzaliszt
A királybúzaliszt fehérjetartalma magas (14–18%), aminosav-összetétele kedvező, emiatt könnyen felismeri az emberi szervezet. A királybúzában található karotin festékanyagnak köszönhetően a királybúzaliszt színe sárgás színű.

### Őrlési technológia
A királybúzaliszt speciális őrlési technikával készül. Az őrlési eljárás előtt a búzaszem külső rétegét eltávolítják, így a különböző környezeti szennyeződések nem kerülnek bele a lisztbe. A különleges eljárásnak köszönhetően pedig nemcsak a szénhidrátban gazdag búzaszem belsejét, hanem a vitaminokban, rostokban és ásványi anyagokban gazdag csíra és korpa apróbb részeit is tartalmazza.
Kíméletes, több frakciós őrléssel készül.

### A királybúzaliszt és a gluténérzékenység
Mivel a többi búzafajtához hasonlóan a királybúza is tartalmaz glutént, ezért a gluténérzékenyek nem fogyaszthatják.

### Kenyere
Sportolóknak, testépítőknek magas fehérjetartalma miatt ajánlott. Négy darab, körülbelül 100 grammos szeletben 60-70 gramm fehérje van, az esszenciálisaminosav-tartalma pedig 50-150%-kal haladja meg a közönséges kenyérét.

## Jellemzői
A királybúza gazdasági és termesztéstechnológiai jellemzői a következők::
- Fehérjetartalma a közönséges búzánál 25-50%-kal nagyobb.
- A vékonyabb héjszerkezet magasabb őrlési kihozatalt eredményez.
- Fehérje felszívódási hányadosa 95% körüli.
- Az úgynevezett N-szorzója 7,9-8,3 közötti, a közönséges búza esetében ez mindössze 5,7-6,25 között mozog.
- Tésztánál optimális főzési tulajdonságokat mutat, köszönhetően a 32-45% közötti nedvessikér tartalmának, és 0-3,5 mm/ó értékű terülési mutatójának.
- Megfelelő őrlési technika esetén több dara nyerhető, köszönhetően a kemény magbelsőnek.
- Gyakran a durumot meghaladó sárgapigment-tartalommal bír.
- Ezerszemtömege (54-75 g) és hektoliter-tömege (81–86 kg) rendkívül nagy.
- A vetőmag-dózis csak 110–160 kg/ha.
- 1,5-3,5 kalászt nevelő tő a bokrosodása.
- Magassága 80–140 cm közötti értékeket mutat, szárszilárdsága jó, vagy nagyon jó.
- A szélsőséges időjárási körülményeket viszonylag jól tűri, legtöbb változata inkább a félszáraz klímába illik.
- Érésük az igen koraitól a közép-koraiig tehető.